# Domaine de Chōshū
 (septembre 2016).
Si vous disposez d'ouvrages ou d'articles de référence ou si vous connaissez des sites web de qualité traitant du thème abordé ici, merci de compléter l'article en donnant les références utiles à sa vérifiabilité et en les liant à la section « Notes et références ».
Le domaine de Chōshū (長州藩, Chōshū-han) était un domaine féodal du Japon existant pendant la période Tokugawa (徳川時代, Tokugawa jidai), occupant la totalité de l'actuelle préfecture de Yamaguchi (山口県, Yamaguchi-ken). Le domaine a joué un rôle important vers la fin du shogunat Tokugawa (1853-1867). On le nomme également domaine de Hagi (萩藩, Hagi-han).
Le musée Mori, a été installé sur une partie du domaine de Chōshū dans des bâtiments anciens. Il possède  le Paysage des quatre saisons de Sesshū. Environ 20 000 objets d'art et d'artisanat et des documents historiques transmis à l'ancienne famille du seigneur féodal Choshu Mori y sont conservés et exposés. Parmi ces matériaux, il y a quatre trésors nationaux et sept biens culturels importants. Ce lieu d'exception est connu comme l'un des principaux musées de l'ouest du Japon.

## Histoire
Les gouverneurs de Chōshū étaient les descendants du grand seigneur de la guerre Mōri Motonari (毛利 元就, 1497-1571) de l'époque Sengoku. Celui-ci avait étendu sa domination sur toute la région de Chūgoku (中国地方, Chūgoku-chihō) du Japon et occupait un territoire évalué à 1 200 000 koku. Après sa mort, son petit-fils Mōri Terumoto devint daimyo et s'allia avec Toyotomi Hideyoshi, ce qui s'avérera être une grande erreur. Après la mort d'Hideyoshi, le daimyo Tokugawa Ieyasu contesta la puissance des Toyotomi et lutta contre le bras droit du défunt, Mitsunari Ishida, à la bataille de Sekigahara. Mōri Terumoto était l'allié le plus puissant du clan Toyotomi. Cependant, les forces de ce dernier perdirent la bataille, défaite due à plusieurs facteurs reliés à Mōri Terumoto :
- son cousin germain Hiroie Kikkawa a secrètement fait un marché avec Tokugawa Ieyasu, ayant pour résultat l'inactivité de 15 000 soldats de Mōri pendant la bataille ;
- son neveu adoptif Hideaki Kobayakawa et ses 15 600 soldats ont trahi la force d'Ishida et ont rejoint le camp de Tokugawa ;
- Terumoto Mōri a abandonné le formidable château d'Ōsaka sans combattre.

En dépit de son inactivité durant la bataille, le clan de Mōri a été déplacé de sa maison héréditaire d'Aki vers les provinces de Nagato (長門国, Nagato no kuni) et de Suō (周防国, Suō no kuni), aussi appelée Chōshū (長州), et ses possessions ont été rigoureusement réduites de 1 200 000 à 369 000 koku.

Localisation des principaux clans composants puis raliés à l'alliance Satchō lors de la guerre de Boshin
Domaine de Chōshū
Domaine de Satsuma
Domaine de Saga
Domaine de Tosa

Ceci a été vu comme un grand acte de trahison du point de vue de clan Mōri, et Chōshū est devenu, plus tard, un refuge d'activités anti-Tokugawa. Au cours de chaque réunion annuelle du clan, les aînés et les administrateurs demandaient au daimyō si le moment de renverser le shogunat était venu, auquel le daimyō répondait : « Pas encore, le shogunat est encore trop puissant. »

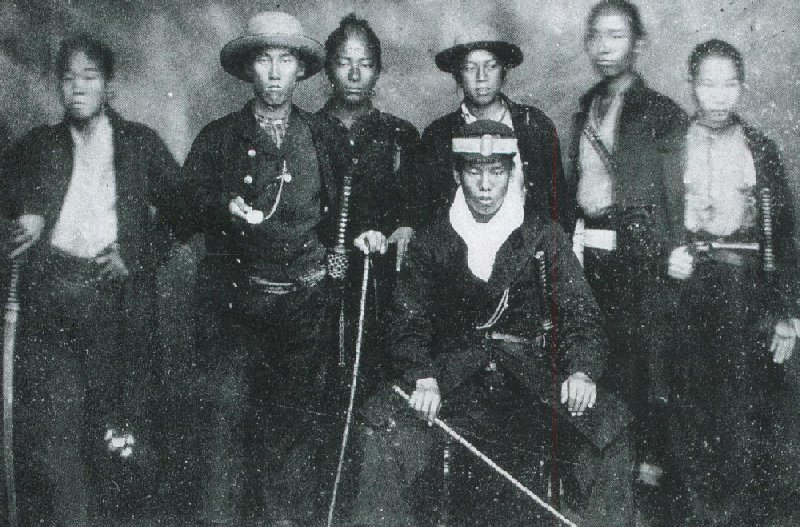

Ce projet fut tenté deux cent soixante ans plus tard, quand le clan Mōri s'est allié aux forces du clan Shimazu du domaine de Satsuma et à certains nobles de la cour pour renverser le shogunat Tokugawa. Ils ont également combattu les armées de l'ancien shogun, comme l'Alliance du Nord, Aizu, et la république d'Ezo, pendant la guerre de Boshin (戊辰戦争, Boshin sensō). Les forces militaires des domaines ont finalement formé la base de l'armée impériale japonaise. Cela a assuré à des personnalités originaires de Chōshū et de Satsuma la prééminence politique et sociale pendant l'ère Meiji et même l'ère Taishō. Ce partage des principales responsabilités militaires, civiles et politiques entre des anciens membres de ces deux domaines et la rivalité qui les a opposé conditionne ainsi la vie politique de l'ère Meiji autour de ce qui est appelé les « factions domaniales » ou « oligarchie de Meiji » (藩閥, Hambatsu).

## Économie
La réduction de 1,2 million à 369 000 koku a eu comme conséquence un grand déficit en termes d'entretien militaire et d'infrastructures. Afin de rétablir les finances du domaine, des politiques strictes ont été imposées :
- la taille des fiefs a été rigoureusement réduite ;
- quelques serviteurs, qui étaient payés en terre, ont commencé à être payés en riz ;
- quelques serviteurs ont été congédiés et encouragés à s'engager dans l'agriculture.

Autrefois, en raison de l'imposition élevée, les fermiers avaient développé des fermes loin à l'intérieur des montagnes pour avoir une source privée de nourriture. Une enquête a été menée dans le domaine et beaucoup de fermes cachées ont été découvertes et imposées. Le domaine a également commencé une politique stricte en ce qui concerne le commerce.
Des lois ont été également passées pour mieux contrôler le commerce des « quatre blancs » : le papier, le riz, le sel et la cire. Certains des bénéfices, et un grand nombre des recettes fiscales de ce commerce, sont entrés dans les coffres de domaine.
Ces politiques ont considérablement amélioré les finances du domaine et ont permis de contrôler plus efficacement le territoire des daimyos. Cependant, ces politiques ont irrité les paysans et certains samouraïs, provoquant quelques révoltes.

## Politique
La capitale du domaine était la ville de Hagi, qui était aussi l'autre nom de Chōshū, Hagi-han (萩藩).
Le domaine a été dirigé par la famille Mōri pendant l'époque d'Edo. Puisque le shogunat Tokugawa a fréquemment confisqué ses domaines, le daimyō Mōri Terumoto a créé des domaines vassaux ordonnés par des clans subalternes ou branches cadettes de sa famille :
- domaine d'Iwakuni : 60 000 koku, dirigé par le clan Kikkawa, descendant de Hiroie Kikkawa ;
- domaine de Chōfu : 60 000 koku initialement, réduit progressivement à 50 000 koku, dirigé par une branche cadette du clan Mōri descendant de Mōri Hidemoto, cousin germain de Mōri Terumoto ;
- domaine de Tokuyama : 45 000 koku réduit progressivement à 40 000 koku, dirigé par une branche cadette du clan Mōri descendant de Mōri Naritaka, fils cadet de Mōri Terumoto ;
- domaine de Kiyosue : 10 000 koku, créé en 1653 et dirigé par une branche cadette du clan Mōri descendant de Mototomo Mōri, troisième fils de Mōri Hidemoto du domaine de Chōfu.

Au cours de l'époque d'Edo, la branche principale s'est éteinte deux fois et des héritiers ont été adoptés au sein de la branche de Chōfu et de la branche de Kiyosue.
Le daimyō Mōri, comme plusieurs de ses équivalents dans l'ensemble du Japon, a été représenté au gouvernement par un groupe de karō (vétérans). Il y avait deux genres de karō dans Chōshū : le karō héréditaire (dont les familles ont maintenu le rang dans la continuation) et le « karō de vie », dont le rang a été accordé à un individu mais ne pourrait pas être hérité par son fils.
Les karō héréditaires étaient des membres des branches mineures de la famille Mōri, ou des membres des familles relatives tels que les Shishido et les Fukuhara, ou des descendants des généraux et des conseillers de Motonari Mōri tels que les Mazuda, les Kuchiba et les Kunishi.
Le karō de vie était le samouraï moyen ou inférieur qui avait montré un grand talent dans les affaires économiques ou politiques et avait été élevé au rang de karō par le daimyō. Le grand réformateur Murata Seifu était un karō à vie.